# Batalla de Neuburg (1800)
La batalla de Neuburg (1800) ocurrió el 27 de junio de 1800 en el estado de Baviera, en el sur de Alemania, en la orilla sur del río Danubio. Neuburg se encuentra en el Danubio entre Ingolstadt y Donauwörth. Esta batalla ocurrió a finales de la Guerra de la Segunda Coalición (1798-1802), la segunda guerra entre la Francia revolucionaria y las monarquías europeas conservadoras, que incluían en un momento u otro Gran Bretaña, Austria de los Habsburgo, Rusia (hasta finales de 1799), el Imperio Otomano (Turquía), Portugal y Nápoles. Después de una serie de reveses, varios de los aliados se retiraron de la Coalición. En 1800, las victorias militares de Napoleón en el norte de Italia desafiaron la supremacía de los Habsburgo allí. Las victorias francesas en los territorios del Alto Danubio abrieron una ruta a lo largo de ese río hasta Viena.
En una serie de batallas en lo que ahora es el sur de Alemania, los franceses hicieron retroceder a la fuerza combinada austriaca y de la Coalición, capturando primero Stockach, luego Messkirch, luego Biberach. Después de su pérdida en Biberach, el comandante de la Coalición Paul Kray se retiró a la fortaleza de Ulm, dejando destacamentos para asegurar los cruces del Danubio que se encontraban más al este, en Höchstädt, Blindheim, Donauwörth y Neuburg. La batalla de Neuburg fue la última de la campaña del Danubio para el verano de 1800; el armisticio entre los Habsburgo y los franceses se firmó un par de días después y terminó a finales de noviembre, y los franceses finalmente derrotaron a los austriacos en las batallas de Ampfing y Hohenlinden. La acción más pesada de la batalla ocurrió en el pueblo de Unterhausen, en las afueras de Neuburg.

## Antecedentes
A principios de 1799, el Directorio francés se había impacientado con las tácticas de estancamiento empleadas por Austria. El levantamiento en Nápoles levantó más alarmas, y las recientes ganancias en Suiza sugirieron que el momento era fortuito para aventurarse en otra campaña en el norte de Italia y el suroeste de Alemania. A principios de 1800, los ejércitos de Francia y Austria se enfrentaron a través del Rin. Feldzeugmeister Paul Kray dirigió aproximadamente 120 000 soldados. Además de sus regulares austriacos, su fuerza incluía 12 000 hombres del Electorado de Baviera, 6000 soldados del Ducado de Wurtemberg, 5000 soldados de baja calidad del Arzobispado de Maguncia y 7000 milicianos del Condado de Tirol. De estos, 25 000 hombres fueron desplegados al este del lago de Constanza (Bodensee) para proteger el Vorarlberg. Kray colocó su cuerpo principal de 95 000 soldados en el ángulo en forma de L donde el Rin cambia de dirección de un flujo hacia el oeste a lo largo de la frontera norte de Suiza a un flujo hacia el norte a lo largo de la frontera oriental de Francia. Imprudentemente, Kray estableció su revista principal en Stockach, cerca del extremo noroeste del lago de Constanza, a solo un día de marcha de la Suiza controlada por los franceses.

### Importancia estratégica del valle del Danubio
El objetivo de la guerra francesa, ocupar Viena y obligar a los Habsburgo a aceptar y cumplir con los términos de paz establecidos en 1798, requirió una invasión de doble vertiente a través del norte de Italia, que el primer cónsul Napoleón comandó, y a través del sur de Alemania, una campaña que cayó en Manos de Moreau. Para asegurar el acceso a Baviera y, tarde o temprano, a Viena, los franceses necesitaban controlar la vía fluvial del Danubio. Esta no era una táctica nueva: el tramo de río entre Ulm y Neuburg había sido el sitio de grandes batallas de la guerra de los Treinta Años y la guerra de sucesión española. Entre Ulm e Ingolstadt, el Danubio crece significativamente en volumen, lo que lo convierte en una vía fluvial amplia y rápida. El Iller se une al Danubio en Ulm, vertiendo cantidades masivas de agua en el arroyo; en Donauwörth, el Lech entra en el Danubio. Neuburg, la primera ciudad significativa en el río después de Donauwörth, había sido la sede familiar de los príncipes de Palatinado-Neuburg; tomarlo de una familia principesca del Sacro Imperio Romano Germánico sería un golpe a la moral y el prestigio de los Habsburgo, cuyo papel era proteger los pequeños dominios principescos. El control de los puentes y pasajes entre Ulm y Donauwörth, Neuburg, luego Ingolstadt ofrecía una ventaja tanto de transporte como de prestigio.

### Preliminar a la batalla
Después de retirarse de Biberach, Kray esperó en Ulm el asalto de Moreau, que no llegó. En lugar de atacar directamente a la ciudad bien fortificada y abastecida, la primera división de Moreau, acercándose a Ulm desde el sur, de repente se desvió hacia el este y golpeó a las fuerzas más pequeñas apostadas entre Ulm y Donauwörth. Su comandante, Claude Lecourbe, aseguró puestos en Landsberg y Augsburgo, y dejó suficientes tropas de retaguardia para protegerse del príncipe Reuss-Plauen, que permaneció en el Tirol protegiendo el acceso de la montaña a Viena. Lecourbe se acercó entonces a Dettingen, Blindheim (Blenheim) y Höchstädt. El cuerpo del general Paul Grenier había sido destinado con su flanco derecho al Danubio y Gunzburgo, y su flanco izquierdo en Kinsdorf. El general Richepanse protegió ambas orillas del Iller, cubriendo la carretera de Ulm al sur de Memmingen, y aseguró la comunicación con Suiza; allí, resistió considerables escaramuzas con los austriacos. Tres divisiones de reserva permanecieron en las aldeas de Kamlack y Mindel, para apoyar un ataque realizado por el general Lecourbe en Ulm, en caso de que tuviera éxito, o el ataque de Grenier a Günzburg, en caso de que Lecourbe no tuviera éxito. En la batalla de Höchstädt, un cuerpo austriaco completo mantuvo la posesión hasta que fue desalojado por repetidos ataques de mosquetones, coraceros y húsares, que tomaron a unos 2000 de los austriacos y württembergers como prisioneros, junto con algunos cañones y estandartes. Una vez que Höchstädt y sus puentes cercanos cayeron el 19 de junio, los franceses controlaron los cruces del Danubio entre Ulm y Donauwörth. Kray abandonó Ulm, y se retiró río abajo. El próximo objetivo francés sería Neuburg.

## Orden de batalla

### Francés
El orden exacto de batalla de las fuerzas francesas no está claro, pero las fuentes contemporáneas sugieren la presencia de una parte del Cuerpo del general Claude Lecourbe de 28 368, incluidas las fuerzas de los generales Laval, Molitor, Jardon y Vandamme. Esto también se confirma en un extracto del despacho de Moreau al Ministro de Guerra francés, publicado en el London Chronicle, el 10 de junio de 1800. «Los 6.º Chasseurs, el 13.º de Caballería, el 4.º Húsares y el 11.º Chasseurs se distinguieron en este asunto. El resto de la división, y la de [Lecourbe], pasó rápidamente [a lo largo] del Danubio (…) El general Grenier estaba igualmente bien preparado». Además, la presencia (y muerte) de Théophile Corret de la Tour d'Auvergne, el Primer Granadero de Francia, sugiere que la compañía de granaderos de la 46.º Demi-brigada de infantería de ligne estaba al menos comprometida. Además, los Regimientos 37.º y 84.º del General Espagne fueron comprometidos, al igual que los granaderos del 109.º Regimiento. Lecourbe menciona el 37.º y el 109.º varias veces en su propio relato de la batalla, por lo que aparentemente estaban muy comprometidos: esto incluiría las brigadas de François Goullus y François Bontemps.

#### División de Lecourbe, Armée du Danube
La división de Lecourbe fue reformada en abril de 1800 mientras aún estaba en Suiza. Después de la batalla de Messkirch, tanto Gouvion Saint Cyr como Sainte-Suzanne se habían retirado al Rin, llevándose consigo muchas de sus fuerzas. En consecuencia, Moreau había asignado la caballería comandada por Jean Joseph Ange d'Hautpoul para reforzar la división de Lecourbe. Sobre la base de las menciones en los despachos y la división reconstituida de Lecourbe, partes de lo siguiente probablemente estaban presentes o disponibles:
- General de División Dominique Vandamme, Generales de Brigada Jardon, Laval, Molitor:
  - Primera Demi-Brigade de Légère
  - 36.º 83.º, 94.º Demi-Brigades de Ligne
  - 8.º Regimiento de Húsares
- Total 9963 infantes, 540 caballería
- Generales de Brigada François Goullus y François Bontemps
  - 10.º Demi-Brigada de Légère
  - 37.º, 84.º y 109.º Demi-Brigadas de Ligne
  - 36.º, 93.º,¿ y 94.º Regimientos de Línea
  - 9.º Húsares
- Total 8238 infantes, 464 caballería
- General de División Montrichard y General de Brigada Joseph Augustin Fournier
  - 10.º Demi-Brigada de Légère
  - 38.º, 67.º Regimientos de Línea
- Total 6998
- General de División Étienne Marie Antoine Champion de Nansouty
  - Granaderos Combinados, 25.º de Caballería, 11.º Dragones y 12.º Chàsseurs
- Total 1500 infantes, 1280 caballería

### Austriaco
La fuerza austriaca incluyó:
- FZM Baron von Kray, Al mando
  - Regimiento de Infanterías Wenkheim #35, Erbach #42 (batallones cada uno)
  - Regimiento Kür Lothringen #7, Hohenzollern #8, Kinsky #12 (6 escuadrones cada uno)
  - Regimiento de Dragones Latour #11 (6 escuadrones)

Fuerza total austriaca: 8000 hombres.

## Batalla

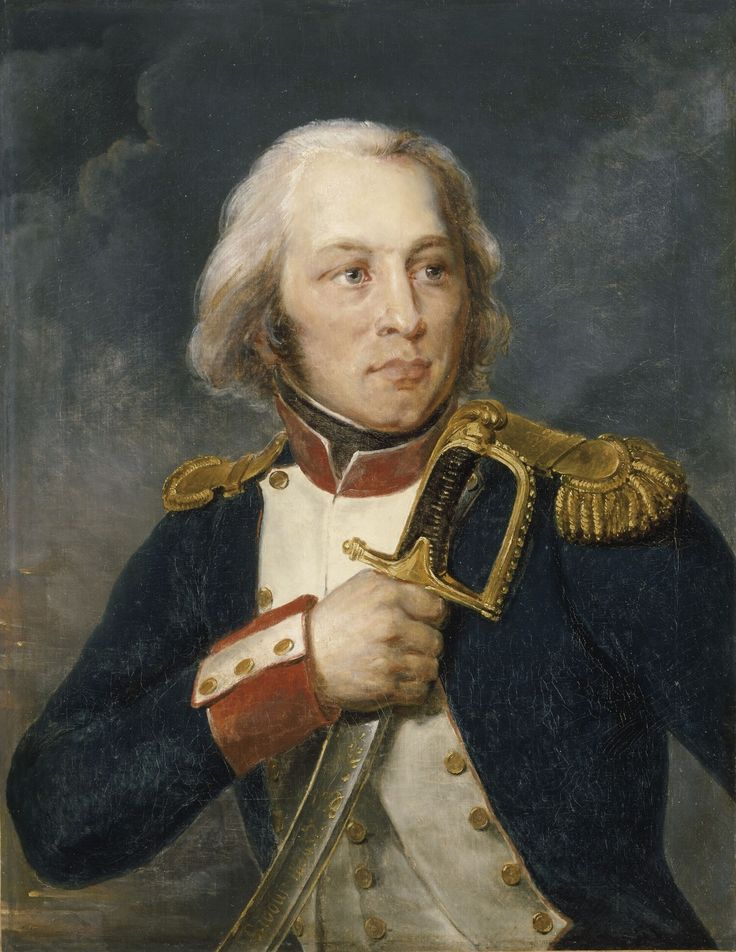
Claude Jacques Lecourbe comandó el asalto francés en Neuburg.

El 26 de junio de 1800, la fuerza de Kray mantuvo los pasajes restantes a través del Danubio entre Neuburg e Inglostadt. Esa mañana, las divisiones de Gudin y Montrichard marcharon hacia la unión de los ríos Danubio y Lech desde Donauwörth. La división del general Gudin siguió una pista hacia el sur hacia Pöttmes y estableció una línea hacia el norte hasta Ehekirchen, aproximadamente 3 millas (4,8 km) (aproximadamente a lo largo de lo que ahora es la carretera 2035). La división de Montrichard, la 10.º Demi-Brigade de Légère y los Regimientos 38.º y 67.º de Ligne marcharon hacia Neuburg, que se le ordenó ocupar con su ala derecha conectando con gudin y cubriendo la carretera entre Augsburgo y Neuburg. La división de Gudin encontró cierta resistencia antes de que pudiera tomar posesión de Pöttmes, pero tuvo éxito con varias cargas ejecutadas por los húsares 6.º y 8.º, que también capturaron 100 caballos de los austriacos. El general Puthed, que comandaba la brigada a la izquierda del general Gudin, tomó el control de Ehekirchen con poca oposición.
La división del general Montrichard se acercó a Neuburg por la calzada que corría paralela al río y tomó posesión de las afueras de la ciudad con poco problema. Las tropas de Kray, se unieron al príncipe Reuss-Plauen y emergieron de Neuburg para defender las afueras. Ambas fuerzas austriacas no estaban preparadas para la batalla en este momento, lo que permitió a las tropas de Montrichard penetrar a menos de cuatro millas de la ciudad con poca oposición. La brigada de Espagne apoyó a la guardia de avanzada, y después de una breve acción tomó las alturas de Oberhausen con los Regimientos 37.º y 84.º. A primera hora de la tarde, los austriacos habían recuperado el pueblo de Niederhausen, pero el pueblo de Unterhausen permanecía en manos francesas, defendido por 100 tiradores, partes del 37.º Regimiento y la 1.º compañía de granaderos del 109.º regimiento.
A partir de este momento, el combate se centró en el pueblo de Unterhausen, a 3,8 millas (6,1 km) al oeste-suroeste del centro de Neuburg. Unos pocos pelotones franceses expulsaron a los austriacos del bosque situado entre el pueblo y el Danubio con una carga de bayoneta de los granaderos del 109. Cuando llegaron las reservas francesas, los austriacos contraatacaron y retomaron los bosques, las alturas de Oberhausen y el pueblo. Según el relato de Lecourbe, los austriacos, «envalentonados por este primer éxito, pronto cubrieron todas las alturas circundantes, en las que plantaron unas veinticinco o treinta piezas de cañón». A las ocho de la noche, después de doce horas de batalla, las compañías de los Regimientos 14.º y 46.º (franceses) se movieron a lo largo de un pequeño camino a la derecha del pueblo, y otro grupo procedió a la izquierda, envolviendo el pueblo. El posterior ataque simultáneo francés en ambos flancos y en el centro convenció a los austriacos de que, a pesar de los bombardeos defensivos colocados por su artillería en Oberhausen, los franceses habían sido reforzados masivamente. El ataque a la aldea, ejecutado sin disparar un tiro, implicó feroces combates cuerpo a cuerpo en los que murieron el comandante del 46.º Regimiento y el Primer Granadero de Francia, Latour D'Auvergne.
Fuera del pueblo, la 46.º y la 14.º Infantería Ligera francesas se mezclaron en combate con la caballería austriaca, pero lograron mantenerse, presumiblemente en plazas. Este cuerpo a cuerpo continuó hasta alrededor de 2200, cuando los austriacos se retiraron de Unterhausen. Lecourbe ordenó a sus tropas que no los persiguieran, ya que el anochecer estaba sobre ellos.

## Secuela
La batalla tuvo implicaciones inmediatas. El general Ney estableció su cuartel general en el castillo de Neuburg, que domina el campo de batalla. El general Moreau ordenó el establecimiento de una tumba en el lugar donde el primer granadero había caído. El emperador Francisco II destituyó a Paul Kray, que había perdido una impresionante sucesión de batallas, y nombró a su hermano, el mayor general de 18 años, el archiduque Juan, para comandar el ejército austriaco. Para compensar la inexperiencia de Juan, el emperador nombró a FZM Franz von Lauer como comandante adjunto y el celoso Oberst (Coronel) Franz von Weyrother se convirtió en jefe de Estado Mayor.
En el esquema más amplio, la serie de batallas que comenzaron con las pérdidas en Stockach y Engen y terminaron en Neuburg rompieron el control austriaco a lo largo del estratégico Danubio. Del mismo modo, en Italia, los éxitos franceses en las batallas de Montebello y Marengo forzaron la retirada austriaca hacia el este. Con Francia amenazando a la Austria de los Habsburgo desde el noroeste y suroeste, los austriacos acordaron un alto el fuego. Las negociaciones de paz posteriores se complicaron por la alianza que Austria había hecho con Gran Bretaña, y que le impidió firmar una paz separada. Los británicos entraron en las negociaciones para reforzar a su debilitado aliado. Inicialmente, Gran Bretaña, que había bloqueado con éxito los puertos franceses, rechazó los términos franceses y ofreció contrapropuestas en septiembre de 1800. Napoleón más tarde afirmó que los austriacos no negociaron de buena fe, y solo buscaron ganar tiempo hasta «la temporada de lluvias» (invierno), cuando los movimientos del ejército serían difíciles, y los Habsburgo tendrían una temporada entera para reclutar.